# Victoria Ohuruogu
Victoria Ohuruogu (* 28. Februar 1993 in London) ist eine britische Sprinterin, die sich auf den 400-Meter-Lauf spezialisiert hat und besonders mit der britischen 4-mal-400-Meter-Staffel Erfolge feiert.

## Sportliche Laufbahn
Erste internationale Erfahrungen sammelte Victoria Ohuruogu bei den 2010 erstmals ausgetragenen Olympischen Jugendspielen in Singapur, bei denen sie im B-Finale in 55,99 s den dritten Platz erreichte. 2014 war sie im Vorlauf Teil der britischen Staffel für die Hallenweltmeisterschaften im polnischen Sopot und trug damit zum Gewinn der Bronzemedaille durch das britische Team bei. Auch bei den Freilufteuropameisterschaften im August verhalf sie der Staffel zum Finaleinzug und gewann auch dort Bronze. 2015 gewann sie bei den U23-Europameisterschaften im estnischen Tallinn die Goldmedaille mit der britischen Staffel, die dort einen neuen U23-Rekord von 3:30,07 min aufstellte. In den folgenden Jahren konnte sie nicht an ihre Leistungen anknüpfen und qualifizierte sich für keine weiteren Großereignisse. Erst 2022 gelang ihr eine deutliche Steigerung und qualifizierte sich über 400 Meter für die Weltmeisterschaften in Eugene und schied dort mit 50,99 s im Halbfinale aus. Zudem erreichte sie mit der Staffel das Finale und gewann dort in 3:22,64 min gemeinsam mit Nicole Yeargin, Jessie Knight und Laviai Nielsen die Bronzemedaille hinter den Teams aus den Vereinigten Staaten und Jamaika. Anschließend gewann sie bei den Commonwealth Games in Birmingham in 50,72 s die Silbermedaille über 400 Meter hinter Sada Williams aus Barbados. Zudem wurde sie mit der englischen 4-mal-400-Meter-Staffel im Finale disqualifiziert. Bei den Europameisterschaften in München wurde sie in 50,51 s Vierte über 400 Meter und gewann mit der Staffel in 3:21,74 min gemeinsam mit Ama Pipi, Jodie Williams und Nicole Yeargin die Bronzemedaille hinter den Teams aus den Niederlanden und Polen.
2023 erreichte sie bei den Weltmeisterschaften in Budapest das Halbfinale über 400 Meter und schied dort mit 50,74 s aus. Im Jahr darauf wurde sie bei den World Athletics Relays in Nassau in 3:25,84 min Vierte in der Finalrunde über 4-mal 400 Meter und sicherte damit dem Vereinigten Königreich einen Startplatz bei den Olympischen Spielen in Paris. Anschließend schied sie bei den Europameisterschaften in Rom mit 52,07 s im Halbfinale über 400 Meter aus. Im August schied sie bei den Olympischen Sommerspielen in Paris mit 51,14 s im Halbfinale über 400 Meter aus und gewann mit der Staffel in 3:19,72 min die Bronzemedaille hinter den Teams aus den Vereinigten Staaten und den Niederlanden.
In den Jahren 2022 und 2023 wurde Ohuruogu britische Meisterin im 400-Meter-Lauf. Sie ist die Schwester der zweifachen Weltmeisterin und britischen Rekordhalterin Christine Ohuruogu.

## Persönliche Bestzeiten
- 400 m: 50,48 s, 16. Juli 2023 in Chorzów
  - 400 Meter (Halle): 51,89 s, 4. Februar 2023 in Albuquerque